# Hotel LaBonte

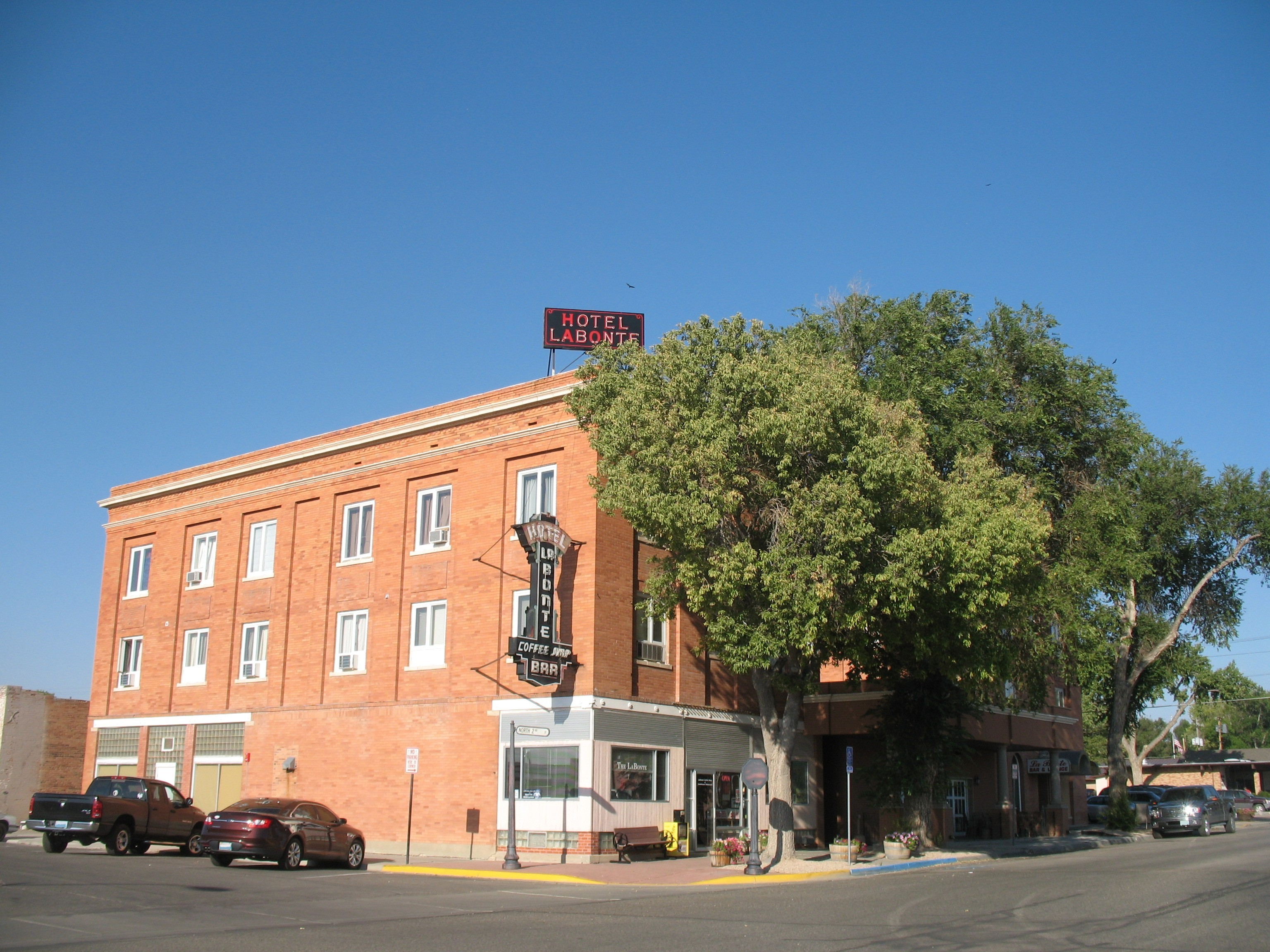
Hotelansicht

Das Hotel LaBonte ist ein historisches Hotel in Douglas, Wyoming, USA. Es wurde 1913 erbaut und war Teil des Baubooms der Stadt zu Beginn des 20. Jahrhunderts, der auf die neue Eisenbahn- und Straßenverbindungen zurückzuführen war. Lokale Investoren beauftragten die Baerresen Brothers of Cheyenne und Denver als Architekten, und der Bauunternehmer Edward Reavill errichtete die dreistöckige Ziegelkonstruktion. Der Name des Hotels wurde für seine Verbindung mit Großzügigkeit und zu Ehren des angeblichen ersten Bewohners des Converse County, Pierre LaBonte, gewählt. Am 26. Januar 1914 wurde das Hotel eröffnet.
Der U-förmige Hotelbau liegt an einer Ecke an der Kreuzung der North Second Street und der Walnut Street in der Innenstadt von Douglas. Die vorspringenden Flügel zur Walnut Street flankieren einen zurückgesetzten Innenhof, in dem sich der Hoteleingang befindet. Der Speisesaal befindet sich im Erdgeschoss des Ostflügels, und zwei Schaufenster befinden sich im Westflügel an der Ecke. Die Lobby hat einen Fliesenboden, eine Balkendecke und dekorative Säulen. Es gab bereits 1914 elektrische Beleuchtung, Dampfzentralheizung und Telefone in den 54 Gästezimmern.
Das Hotel LaBonte wurde am 10. Oktober 2008 in das nationale Register der historischen Stätten eingetragen.  Das Hotel wurde im Jahr 2015 zum dritten Mal renoviert. Es bleibt bis heute als Hotel in Betrieb. Das LaBonte Hotel ist seit über 80 Jahren ein Wahrzeichen der Innenstadt von Douglas und bietet gehobene Zimmer und amerikanische Küche in seinem hauseigenen Restaurant.